# Benedikte Kiær
Benedikte Kiær, née le 10 décembre 1969 à Gentofte (Danemark), est une femme politique danoise, membre du parti Parti populaire conservateur. Elle était ministre des Affaires sociales entre le 23 février 2010 et le 3 octobre 2011.

## Biographie
Benedikte Kiær obtient en 1995 un diplôme de chimie à l'université de Copenhague, puis en 2001 une maîtrise en sciences politiques dans le même établissement. Durant ses études de sciences politiques, elle travaille notamment pour le service de presse du Parti populaire conservateur et pour le ministère des Finances.
Engagée au sein du Parti populaire conservateur, elle est candidate aux élections législatives de février 2005 et de novembre 2007, sans parvenir à remporter de siège,. En novembre 2005, elle est élue conseillère régionale de Hovedstaden. Lors des élections locales de novembre 2009, elle est tête de liste pour son parti aux élections régionales, et est également élue au conseil municipal d'Elseneur,.
À l'occasion d'un remaniement ministériel d'ampleur dans le gouvernement du Premier ministre libéral Lars Løkke Rasmussen auquel participent les conservateurs, elle est nommée le 23 février 2010 comme ministre des Affaires sociales.
Elle est finalement élue députée lors des élections législatives de septembre 2011, qui marquent alors le pire résultat de l'histoire du Parti populaire conservateur, qui retrouve alors les bancs de l'opposition. Elle devient alors la porte-parole politique de son groupe parlementaire.
En juin 2012, elle annonce sa candidature à la mairie d'Elseneur pour les élections municipales de novembre 2013. Elle renonce alors à son poste de porte-parole politique des conservateurs, qu'elle cède au président du parti Lars Barfoed. Lors du scrutin municipal du 19 novembre 2013, sa liste arrive en tête avec 29,8 % des suffrages. Elle est ensuite élue maire par le conseil municipal, et choisit de démissionner de son mandat parlementaire pour se consacrer à son nouveau rôle.
En septembre 2021, elle annonce qu'elle sera candidate aux élections régionales de novembre, tenues en parallèle des élections municipales lors desquelles elle brigue un troisième mandat. Lors des scrutins du 16 novembre, elle est élue conseillère régionale en remportant le troisième pus grand nombre de votes personnels dans la région, et est réélue comme maire,.
En avril 2025, elle annonce qu'elle ne se représentera pas aux élections régionales de novembre, afin de se concentrer sur sa réélection pour un quatrième mandat de maire d'Elseneur lors des élections municipales tenues simultanément.